# Кубок Польщі з футболу 1995—1996
Кубок Польщі з футболу 1995–1996 — 42-й розіграш кубкового футбольного турніру в Польщі. Титул втретє здобув Рух (Хожув).

## Календар
| Раунд            | Дата                 | Матчі | Клуби    |
| ---------------- | -------------------- | ----- | -------- |
| Попередній раунд | 1-2 липня 1995       | 9     | 103 → 94 |
| Перший раунд     | 2-6 серпня 1995      | 20    | 94 → 74  |
| Другий раунд     | 23 серпня 1995       | 28    | 74 → 46  |
| Третій раунд     | 12-13 вересня 1995   | 14    | 46 → 32  |
| 1/16 фіналу      | 24-25 жовтня 1995    | 16    | 32 → 16  |
| 1/8 фіналу       | 18-22 листопада 1995 | 8     | 16 → 8   |
| 1/4 фіналу       | 10 квітня 1996       | 4     | 8 → 4    |
| 1/2 фіналу       | 29 травня 1996       | 2     | 4 → 2    |
| Фінал            | 16 червня 1996       | 1     | 2 → 1    |

## Попередній раунд
| Команда 1                   | Рахунок | Команда 2             |
| --------------------------- | ------- | --------------------- |
| 1-2 липня 1995              |         |                       |
| РКС (Радомсько)             | 5:1     | Вікторія (Ченстохова) |
| Кольбушов'янка (Кольбушова) | 0:1     | Полонія (Перемишль)   |
| Унія (Бжозув)               | 0:1     | Ягеллонка (Нешава)    |
| Родло (Квідзин)             | 2:1     | Полонія (Гданськ)     |
| Брда (Бидгощ)               | 1:0     | Елана (Торунь)        |
| Полонія (Слубіце)           | +:-     | Лехія (Зелена Гура)   |
| Криштал (Строне-Шльонські)  | 3:1     | Рокіта (Бжег-Дольний) |
| МЗКС Козеніце               | 4:0     | Сталь (Красник)       |
| Гвардія (Кошалін)           | 2:1     | Погонь-2 (Щецин)      |

## Перший раунд
| Команда 1                  | Рахунок      | Команда 2                              |
| -------------------------- | ------------ | -------------------------------------- |
| 2 серпня 1995              |              |                                        |
| Кухне (Сохачев)            | 1:5          | Вавель (Краків)                        |
| Гурник-2 (Забже)           | 14:0         | Варта (Серадз)                         |
| Нафта (Єдліче)             | 3:1 дч       | Полонія (Перемишль)                    |
| Гурник-2 (Конін)           | 0:1          | Ягеллонка (Нешава)                     |
| Хемаль (Бжезьніца)         | 2:1          | Ґлінік (Горлиці)                       |
| Долькан (Зомбки)           | 1:0          | Млавянка (Млава)                       |
| Олімпія (Замбрів)          | 1:2          | Буґ (Вишкув)                           |
| Ніда (Пінчів)              | 1:4          | РКС (Радомсько)                        |
| Олімпія (Каменна Ґура)     | 4:4 пен. 5:6 | Кузьня (Явор)                          |
| Аміка-2 (Вронкі)           | 1:4          | Гвардія (Кошалін)                      |
| КП Васильків               | 5:2          | Вігри (Сувалки)                        |
| Полонія (Слубіце)          | 0:0 пен. 5:4 | Дискоболія (Гродзиськ-Великопольський) |
| Рав'я (Равич)              | 2:0          | Остров'я (Острув-Велькопольський)      |
| Родло (Квідзин)            | 2:1          | Орлента (Решель)                       |
| Криштал (Строне-Шльонські) | 3:0          | Унія (Крапковіце)                      |
| Вісан (Скопане)            | 3:0          | Лада (Білгорай)                        |
| МЗКС Козеніце              | 6:0          | Подлясе (Соколів-Підляський)           |
| Підляшшя (Біла Підляська)  | 3:0          | Граніца (Хелм)                         |
| Брда (Бидгощ)              | 2:0          | Погонь (Лемборк)                       |
| 6 серпня 1995              |              |                                        |
| Пелікан (Лович)            | 3:2          | Старт (Лодзь)                          |

## Другий раунд
| Команда 1                  | Рахунок | Команда 2                       |
| -------------------------- | ------- | ------------------------------- |
| 23 серпня 1995             |         |                                 |
| Кузьня (Явор)              | 0:3     | Медзь (Легниця)                 |
| РКС (Радомсько)            | 0:2     | Шомберки (Битом)                |
| Вавель (Краків)            | 1:6     | Полонія (Битом)                 |
| Гурник-2 (Забже)           | 1:3     | Вісла (Краків)                  |
| Хемаль (Бжезьніца)         | 1:4     | Сярка (Тарнобжег)               |
| Бленкітні (Кельці)         | 1:0     | Крісбут (Мишкув)                |
| Вісан (Скопане)            | 0:3     | Мотор (Люблін)                  |
| Карпати (Кросно)           | 0:2     | Окоцимскі (Бжесько)             |
| Віслока (Дембиця)          | 4:3 дч  | Унія (Тарнів)                   |
| Нафта (Єдліче)             | 2:0     | Гетьман (Замостя)               |
| Долькан (Зомбки)           | 0:2     | ГКС (Белхатув)                  |
| Буґ (Вишкув)               | 2:1     | Гутнік (Варшава)                |
| Полонія (Слубіце)          | 0:2     | Стільон (Гожув-Великопольський) |
| Рав'я (Равич)              | 1:5     | Гурник (Конін)                  |
| Брда (Бидгощ)              | 1:3     | Балтик (Гдиня)                  |
| Криштал (Строне-Шльонські) | 6:1     | Хробри (Глогув)                 |
| КП Васильків               | 0:3     | Ягеллонія (Білосток)            |
| МЗКС Козеніце              | 2:1     | Одра (Водзіслав-Шльонський)     |
| Підляшшя (Біла Підляська)  | 1:2 дч  | Люблінянка (Люблін)             |
| Лехія (Гданськ)            | 2:1     | Помезаня (Мальборк)             |
| Радомяк (Радом)            | 1:3     | Авіа (Свідник)                  |
| Ягеллонка (Нешава)         | 1:5     | Полонія (Варшава)               |
| Гвардія (Кошалін)          | 0:5     | Аміка (Вронкі)                  |
| Родло (Квідзин)            | 2:3     | Завіша (Бидгощ)                 |
| Пелікан (Лович)            | 2:4 дч  | Напшуд (Ридултови)              |
| Погонь (Олесниця)          | 1:0 дч  | Шльонськ (Вроцлав)              |
| Лехія (Дзержонюв)          | 1:2     | Шленза (Вроцлав)                |
| Арка (Гдиня)               | +:-     | ФК Пясечно                      |

## Третій раунд
| Команда 1                       | Рахунок | Команда 2            |
| ------------------------------- | ------- | -------------------- |
| 12 вересня 1995                 |         |                      |
| Вісла (Краків)                  | 3:0     | Полонія (Битом)      |
| Шомберки (Битом)                | 2:1     | Напшуд (Ридултови)   |
| Люблінянка (Люблін)             | 0:3     | Сярка (Тарнобжег)    |
| 13 вересня 1995                 |         |                      |
| Віслока (Дембиця)               | 1:2     | Авіа (Свідник)       |
| Лехія (Гданськ)                 | 1:5     | Завіша (Бидгощ)      |
| Бленкітні (Кельці)              | 0:3     | Мотор (Люблін)       |
| Нафта (Єдліче)                  | 1:2     | Окоцимскі (Бжесько)  |
| Гурник (Конін)                  | 0:1 дч  | ГКС (Белхатув)       |
| МЗКС Козеніце                   | 0:1     | Полонія (Варшава)    |
| Стільон (Гожув-Великопольський) | 0:2     | Аміка (Вронкі)       |
| Буґ (Вишкув)                    | 4:1     | Ягеллонія (Білосток) |
| Криштал (Строне-Шльонські)      | 2:4     | Медзь (Легниця)      |
| Погонь (Олесниця)               | 1:0     | Шленза (Вроцлав)     |
| Арка (Гдиня)                    | 3:0     | Балтик (Гдиня)       |

## 1/16 фіналу
| Команда 1           | Рахунок | Команда 2             |
| ------------------- | ------- | --------------------- |
| 24 жовтня 1995      |         |                       |
| Шомберки (Битом)    | 1:0     | Погонь (Щецин)        |
| Петрохемя (Плоцьк)  | 0:2     | ГКС (Белхатув)        |
| Буґ (Вишкув)        | 0:7     | Ракув (Ченстохова)    |
| Медзь (Легниця)     | 2:3     | Сокул (Пневи)         |
| Вісла (Краків)      | 1:3     | Відзев (Лодзь)        |
| 25 жовтня 1995      |         |                       |
| Рух (Хожув)         | 2:1     | Легія (Варшава)       |
| Окоцимскі (Бжесько) | 2:1     | ЛКС (Лодзь)           |
| Сярка (Тарнобжег)   | 3:2     | Гутник (Краків)       |
| Мотор (Люблін)      | 1:3     | Гурник (Забже)        |
| Погонь (Олесниця)   | 2:1     | Олімпія (Познань)     |
| Полонія (Варшава)   | 2:6     | Лех (Познань)         |
| Завіша (Бидгощ)     | 0:1     | Сталь (Стальова Воля) |
| Авіа (Свідник)      | 1:4     | Сталь (Мелець)        |
| Аміка (Вронкі)      | 4:0     | ОКС Стоміл (Ольштин)  |
| Арка (Гдиня)        | 3:1     | ГКС (Катовиці)        |
| Варта (Познань)     | 2:1     | Заглембє (Любін)      |

## 1/8 фіналу
| Команда 1             | Рахунок      | Команда 2        |
| --------------------- | ------------ | ---------------- |
| 18 листопада 1995     |              |                  |
| Окоцимскі (Бжесько)   | 0:2          | Шомберки (Битом) |
| Рух (Хожув)           | 5:2          | Варта (Познань)  |
| 22 листопада 1995     |              |                  |
| Погонь (Олесниця)     | 1:0          | Лех (Познань)    |
| Сярка (Тарнобжег)     | 2:5          | ГКС (Белхатув)   |
| Сталь (Мелець)        | 1:1 пен. 3:4 | Сокул (Пневи)    |
| Сталь (Стальова Воля) | 0:1          | Відзев (Лодзь)   |
| Арка (Гдиня)          | 2:4 дч       | Гурник (Забже)   |
| Ракув (Ченстохова)    | 1:0          | Аміка (Вронкі)   |

## 1/4 фіналу
| Команда 1         | Рахунок | Команда 2          |
| ----------------- | ------- | ------------------ |
| 10 квітня 1996    |         |                    |
| ГКС (Белхатув)    | 3:1     | Шомберки (Битом)   |
| Рух (Хожув)       | 2:1     | Ракув (Ченстохова) |
| Погонь (Олесниця) | 1:0 дч  | Гурник (Забже)     |
| Сокул (Пневи)     | 1:2 дч  | Відзев (Лодзь)     |

## 1/2 фіналу
| Команда 1      | Рахунок | Команда 2         |
| -------------- | ------- | ----------------- |
| 29 травня 1996 |         |                   |
| ГКС (Белхатув) | 2:1     | Відзев (Лодзь)    |
| Рух (Хожув)    | 3:0     | Погонь (Олесниця) |

## Фінал
| 16 червня 1996 |

| Рух (Хожув) | 1:0      | ГКС (Белхатув) |
| ----------- | -------- | -------------- |
| Ґенсьор 86' | Протокол |                |

| Стадіон Полонії, Варшава Глядачів: 10 000 Арбітр: Міхал Лісткевич |